# Monastère de Voroneț
Le monastère de Voroneț ((ro) Mănăstirea Voroneț) est un monastère de Bucovine en Roumanie, se trouvant près de la ville de Gura Humorului. Il a été bâti sous l'ordre d'Étienne III le Grand ((ro) Ștefan cel Mare) en 3 mois et 3 semaines, du 26 mai au 14 septembre 1488 à la suite d'une victoire contre les Ottomans.

## Architecture
L'église du monastère est de plan tréflé ; elle est composée d'un sanctuaire, d'une nef à absides latérales surmontée d'une coupole à tambour et d'un narthex voûté d'une calotte.

## Peintures

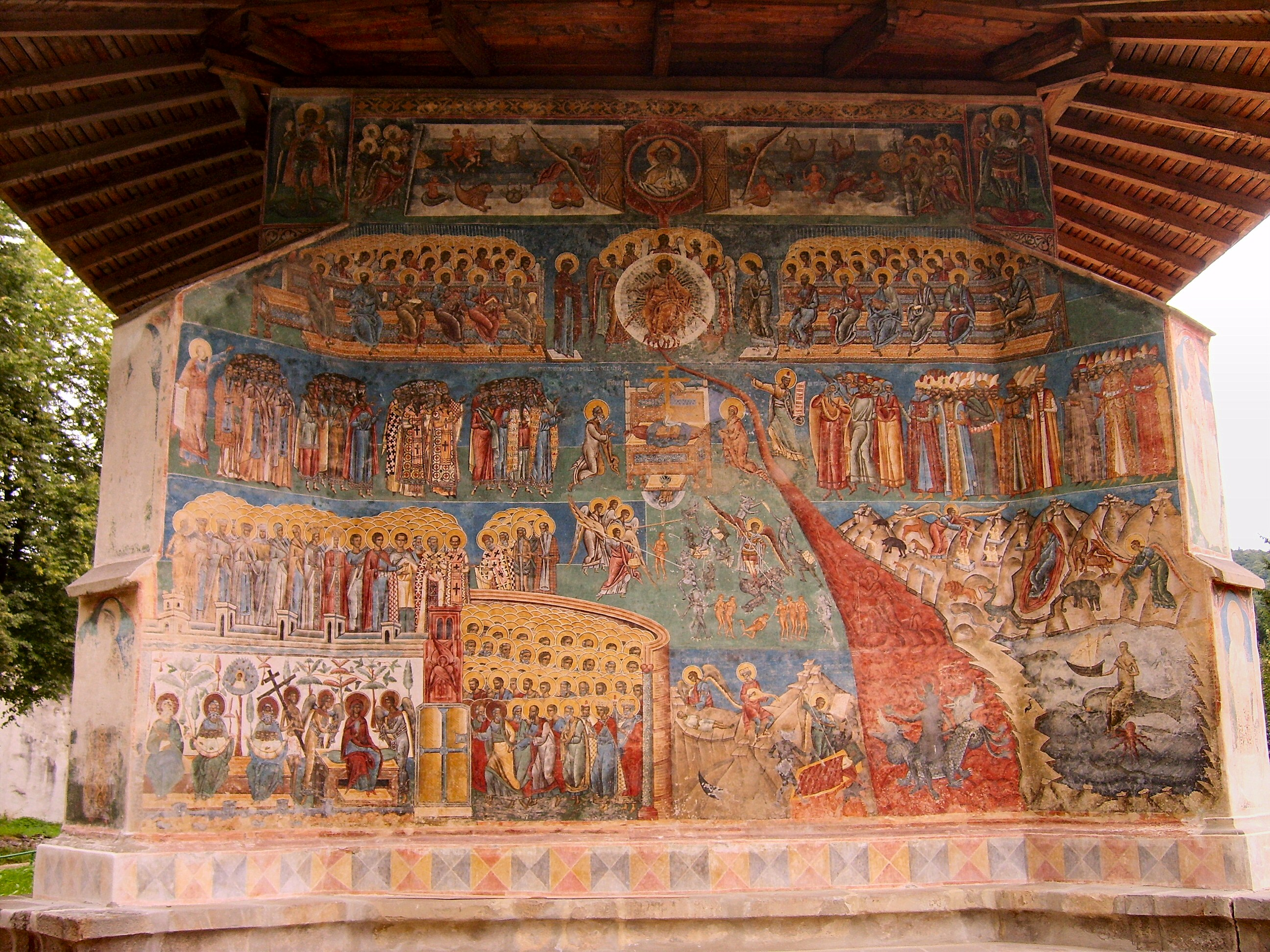
Peinture sur un mur à l'extérieur représentant le jugement dernier. En style orthodoxe byzantin on y voit à gauche le paradis où on trouve des saints et en bas à gauche l'Arbre de la Vie et la Croix orthodoxe. Dans la partie droite on voit les enfers avec des démons et le feu qui descend dans les abysses de la terre. En haut il y a l'image contemplative du Christ tout-puissant qui regarde avec sagesse les deux mondes et à droite et à gauche du Christ, on voit les signes du zodiaque.

Les peintures intérieures datent de l'époque de la construction. En revanche, les peintures extérieures ont été ajoutées au siècle suivant, entre 1534 et 1535, sous Pierre IV Rareș. Le fond de la majeure partie des fresques est d'un bleu appelé bleu de Voroneț à cause de sa teinte unique.
Sur la façade ouest est illustré le jugement dernier, sur la façade nord (la plus abîmée en raison de l'exposition aux vents et à la pluie), on reconnaît des scènes de la création du monde et sur la façade sud se trouve un arbre de Jessé.
Dans les fresques de Voroneț, les portraits imaginaires des patriarches de l'Église orthodoxe roumaine et slave sont représentés pour la première fois.
Ses peintures ont donné à l'église de Voroneț le surnom de « Sixtine d'Orient ».

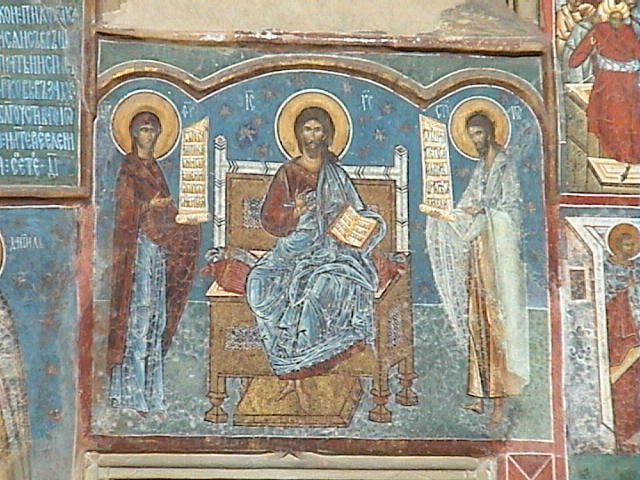
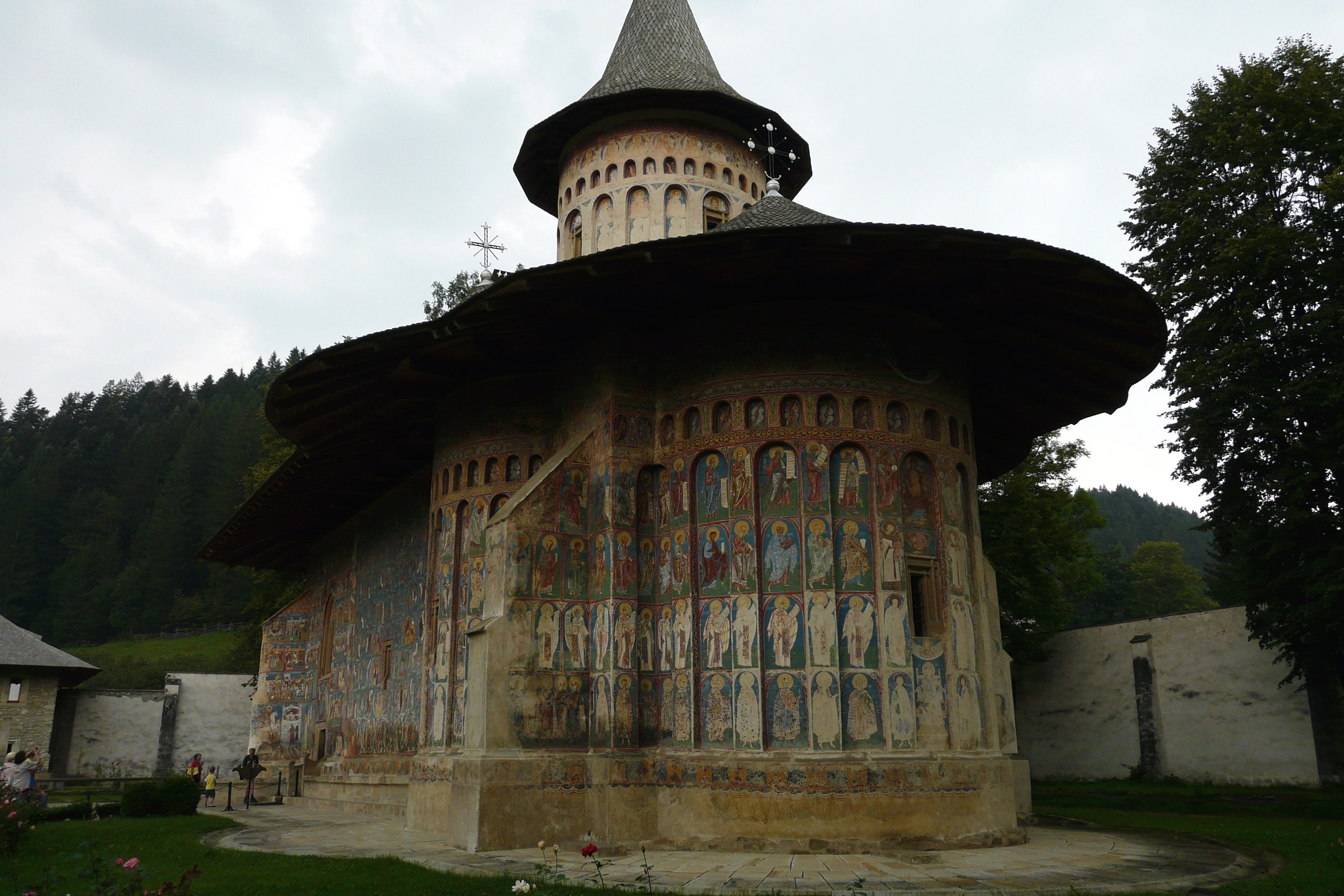